# Sorapilla sprucei
Sorapilla sprucei là một loài rêu trong họ Sorapillaceae. Loài này được Mitt. mô tả khoa học đầu tiên năm 1869.